# چشم‌سفید
چشم‌سفیدان (نام علمی: Zosteropidae) یک تیره از پرندگان گنجشک‌سان بومی نواحی گرمسیر، زیرگرمسیر و معتدل آفریقای سیاه، آسیای جنوبی و شرقی، و استرالزی هستند. این پرندگان در بیشتر جزیره‌های اقیانوس هند، غرب اقیانوس آرام، و خلیج گینه یافت می‌شوند. به جز اعضای سردهٔ چشم‌سفید (سرده) که در مناطق گسترده‌ای پخش هستند، بیشتر گونه‌های چشم‌سفیدها بومی جزایر تکی و مجمع‌الجزایرها هستند. بعضی نیز همچون چشم‌نقره‌ای، Zosterops lateralis، به صورت طبیعی به نیوزیلند مهاجرت و در آن رشد کردند.

## آرایه‌شناسی
تیره: ZOSTEROPIDAE
- سردۀ Speirops
  - چشم‌سفید فرناندو پو، Speirops brunneus
  - چشم‌سفید پرینسیپ، Speirops leucophoeus
  - چشم‌سفید سائوتومه، Speirops lugubris
  - چشم‌سفید کامرون، Speirops melanocephalus
- سرده Zosterops - چشم‌سفیدهای معمولی (متشکل از ۷۵ گونه، ۱ تا ۳ گونه اخیرا منقرض شده؛ چندتبار)
- سرده Rukia
  - چشم‌سفید نوک‌دراز، Rukia longirostra
  - چشم‌سفید تروک، Rukia ruki
- سرده Cleptornis
  - چشم‌سفید طلایی، Cleptornis marchei
- سرده Tephrozosterops
  - چشم‌سفید دورنگ، Tephrozosterops stalkeri
- سرده Madanga
  - مادانگا، Madanga ruficollis
- سرده  Lophozosterops 
  - چشم‌سفید تاجدار، Lophozosterops dohertyi
  - چشم‌سفید نقاب‌سیاه، Lophozosterops goodfellowi
  - چشم‌سفید میز، Lophozosterops javanicus
  - چشم‌سفید خاکستری‌پوش، Lophozosterops pinaiae
  - چشم‌سفید سررگه‌دار، Lophozosterops squamiceps
  - چشم‌سفید پیشانی‌زرد، Lophozosterops superciliaris
- سرده Oculocincta
  - چشم‌سفید کوتوله، Oculocincta squamifrons
- سرده Heleia
  - چشم‌سفید نوک‌کلفت، Heleia crassirostris
  - چشم‌سفید سینه‌خالدار، Heleia muelleri
- سرده Chlorocharis
  - چشم‌سیاه کوهی، Chlorocharis emiliae
- سرده Woodfordia
  - چشم‌سفید سنفورد، Woodfordia lacertosa
  - چشم‌سفید چشم‌برهنه، Woodfordia superciliosa
- سرده Megazosterops - گاهی در Rukia گذاشته می‌شود
  - چشم‌سفید بزرگ، Megazosterops palauensis
- سرده Hypocryptadius
  - چشم‌سفید دارچینی، Hypocryptadius cinnamomeus
- سرده Apalopteron
  - چشم‌سفید بونین، Apalopteron familiare (پیشتر با نام "Bonin Honeyeater")

- سرده Yuhina - یوهین‌ها
  - یوهین طوق‌سفید، Yuhina diademata

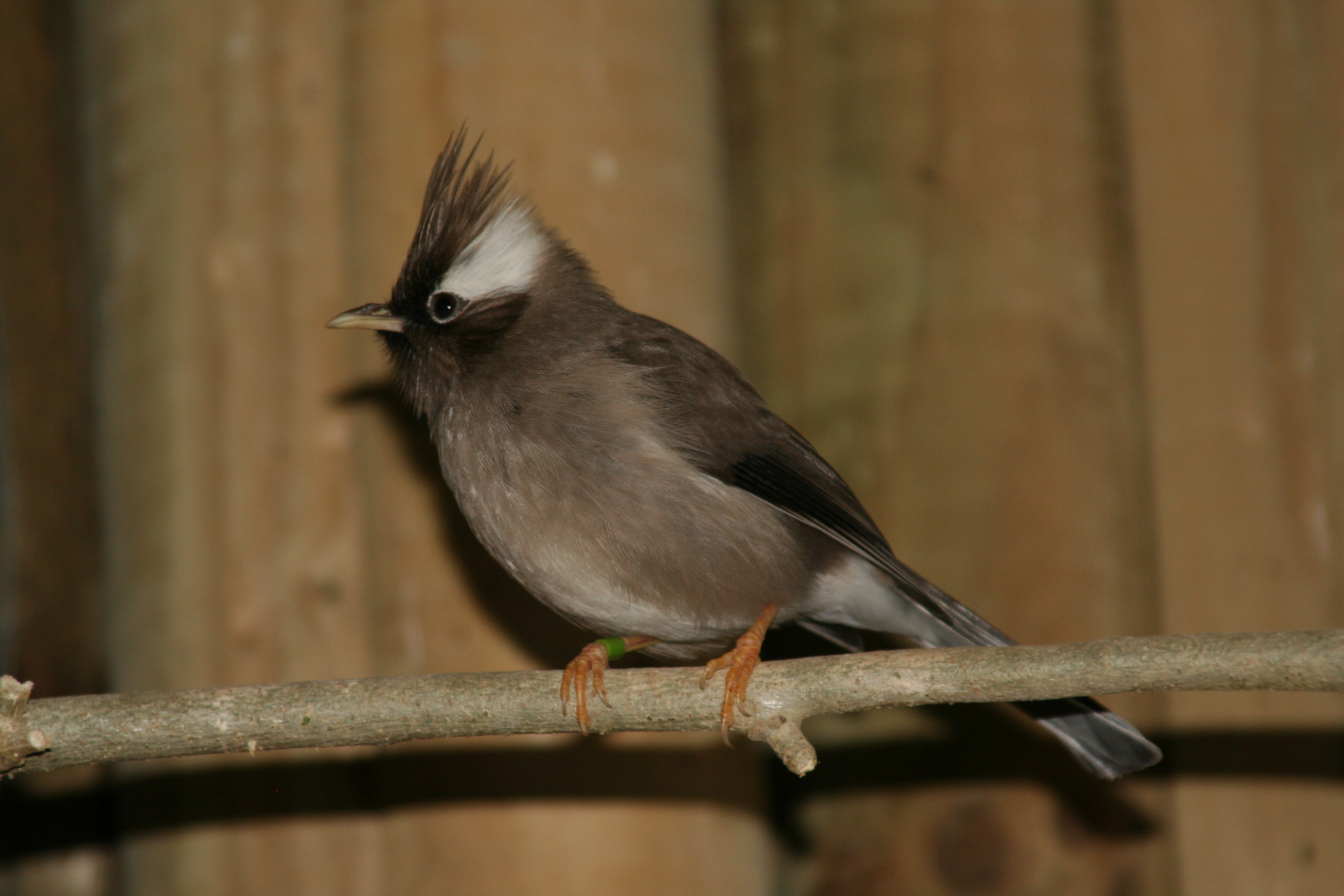
یوهین طوق‌سفید (Yuhina diademata)، خویشاوند نزدیک چشم‌سفیدها

  - یوهین پشت‌گردن‌سفید، Yuhina bakeri
  - یوهین شارب‌دار، Yuhina flavicollis
  - یوهین برمه‌ای، Yuhina humilis
  - یوهین گلونواری، Yuhina gularis
  - یوهین خرمایی، Yuhina occipitalis
  - یوهین تایوانی، Yuhina brunneiceps
  - یوهین چانه‌سیاه، Yuhina nigrimenta
  - یوهین خط‌دار، Yuhina castaniceps
  - یوهین هندوچینی، Yuhina torqueola
  - یوهین سینه‌شاه‌بلوطی، Yuhina everetti
- سرده Dasycrotapha - پیشتر در Stachyris
  - لیکوی آتشین، Dasycrotapha speciosa
  - لیکوی کوتوله میندانائو، Dasycrotapha plateni
  - لیکوی کوتوله ویسایان، Dasycrotapha pygmaea
- سرده Sterrhoptilus - پیشتر در Stachyris
  - لیکوی تاج‌طلایی، Sterrhoptilus dennistouni
  - لیکوی تاج‌سیاه، Sterrhoptilus nigrocapitata
  - لیکوی تاج‌سرخ، Sterrhoptilus capitalis
- سرده Zosterornis - پیشتر در Stachyris
  - لیکوی رخ‌بلوطی، Zosterornis whiteheadi
  - لیکوی خطدار لوزون، Zosterornis striatus
  - لیکوی خطدار پانای، Zosterornis latistriatus
  - لیکوی خطدار نگرس، Zosterornis nigrorum
  - لیکوی خطدار پالاوان، Zosterornis hypogrammicus